# Isa Khan Niazi
Isa Khan Niazi (paschtunisch عیسی خان نيازي; * 1453; † 1548 in Delhi, Indien) war ein paschtunischer Adeliger am Hofe von Sher Shah Suri und von seinem Sohn Islam Shah Suri aus der Sur-Dynastie, die im 16. Jahrhundert in Indien herrschte und das Mogulreich bekämpfte.

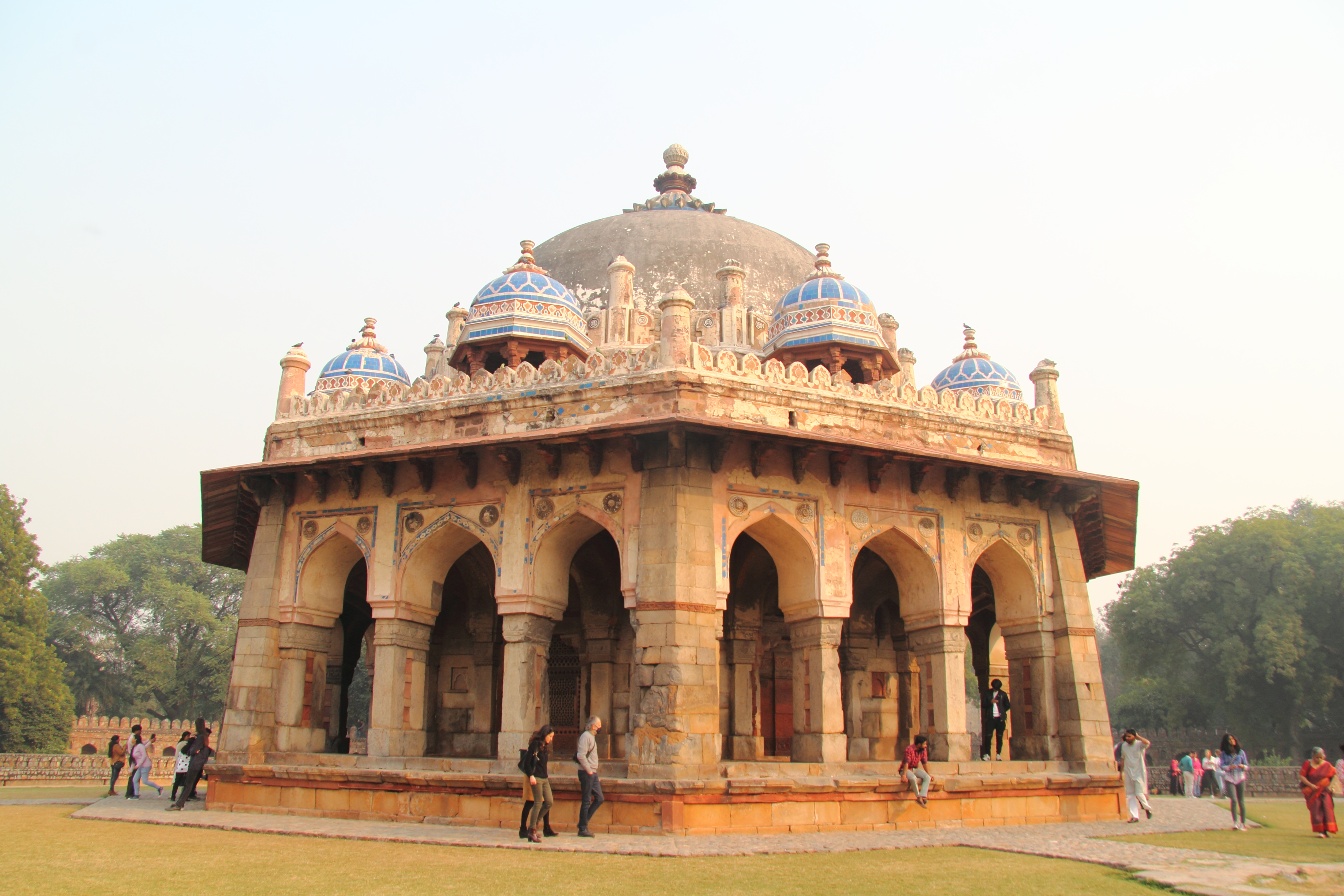
Das Grabmal des Isa Khan Niazi

## Verbindungen zu herrschenden Dynastien
Die Zeit von 1451 bis 1525 war die goldene Periode der paschtunischen Herrscher der Lodi-Dynastie, die zu dieser Zeit große Teile des indischen Subkontinents beherrschten. Von 1526 bis 1540 wurden sie von den Großmoguln verdrängt, konnten aber mit der Suri-Dynastie 1540 bis 1555 die Herrschaft zumindest kurzzeitig zurückgewinnen. Isa Khan Niazi war ein prominentes Mitglied der regierenden Familie, die die Lodi-Dynastie und die Suri-Dynastie stellte. Er kam aus derselben Stammesgruppe wie die Herrscher Ibrahim Lodi und Sher Shah Suri (siehe auch Liste der Sultane von Delhi). Isa Khan starb 1548 im Alter von 95 Jahren in Delhi.

## Grab von Isa Khan
Isa Khans Grab wurde zu Lebzeiten (etwa 1547 bis 1548) errichtet. Es befindet sich in der Nähe des Ortes, an dem später von 1562 bis 1571 der Grabkomplex des Mogul-Kaisers Humayun in Delhi gebaut werden sollte. Das achteckige Grab von Isa Khan hat besondere Verzierungen in Form von Baldachinen, glasierten Fliesen und Gitterfenstern (Jali (Architektur)) sowie eine tiefe Veranda, die von Säulen getragen wird. Es steht heute südlich des Bu-Halima-Gartens am Eingang des Humayun-Komplexes. Eine Inschrift auf einer roten Sandsteinplatte weist darauf hin, dass es sich bei dem Grab um das von Masnad Ali Isa Khan, dem Sohn des Obersten Kammerherrn Umar Khan, handelt und dass es während der Regierungszeit von Islam Shah Suri, Sohn von Sher Shah, 1547 bis 1548 gebaut wurde. 
Umfangreiche Restaurierungsarbeiten an diesem Grab führten am 5. August 2011 zur Entdeckung des ältesten versenkten Gartens Indiens. Dieses Konzept wurde später im Akbar-Mausoleum und im Taj Mahal weiter entwickelt.

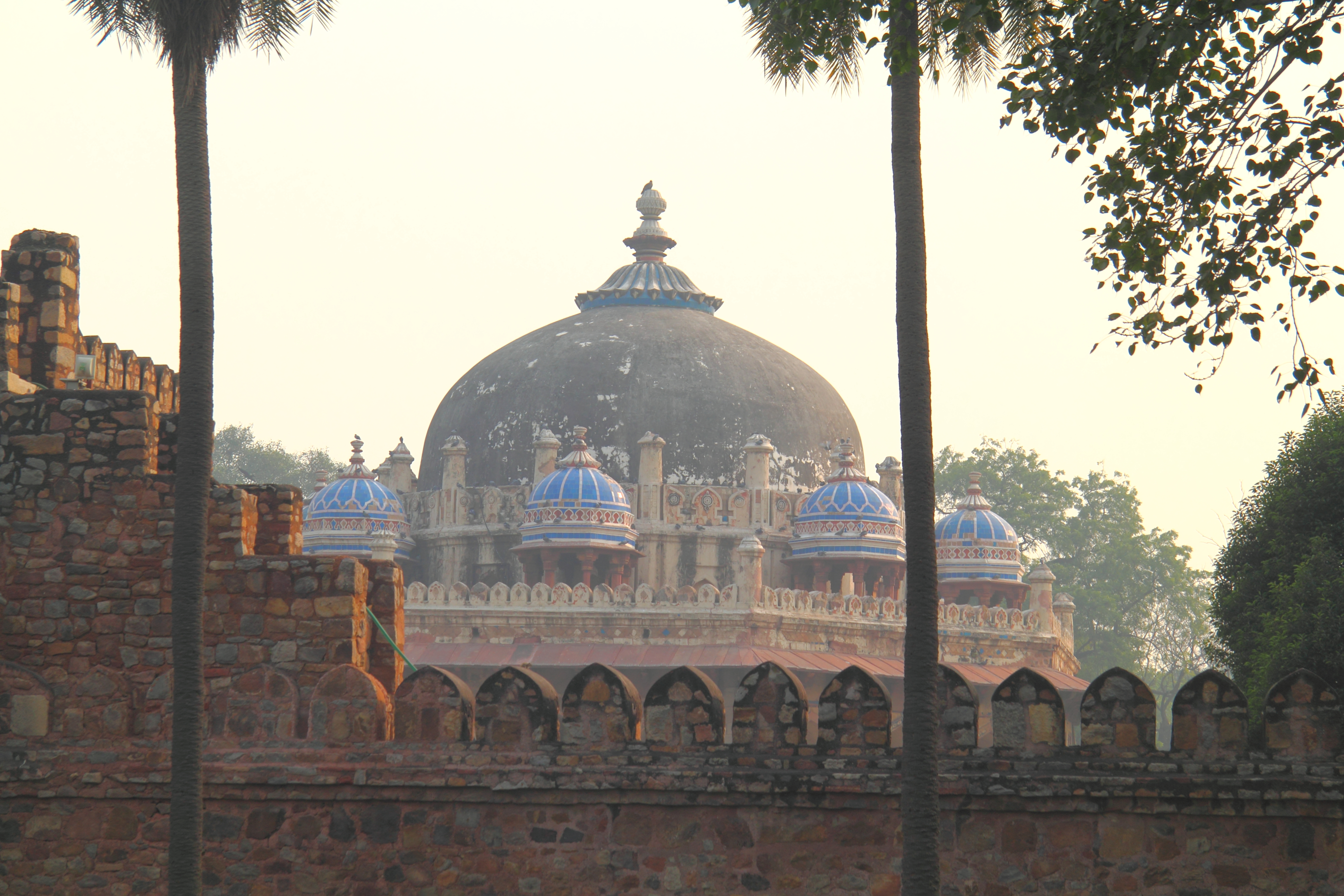
Das Grab des Isa Khan in Delhi, von außen über die Mauer gesehen
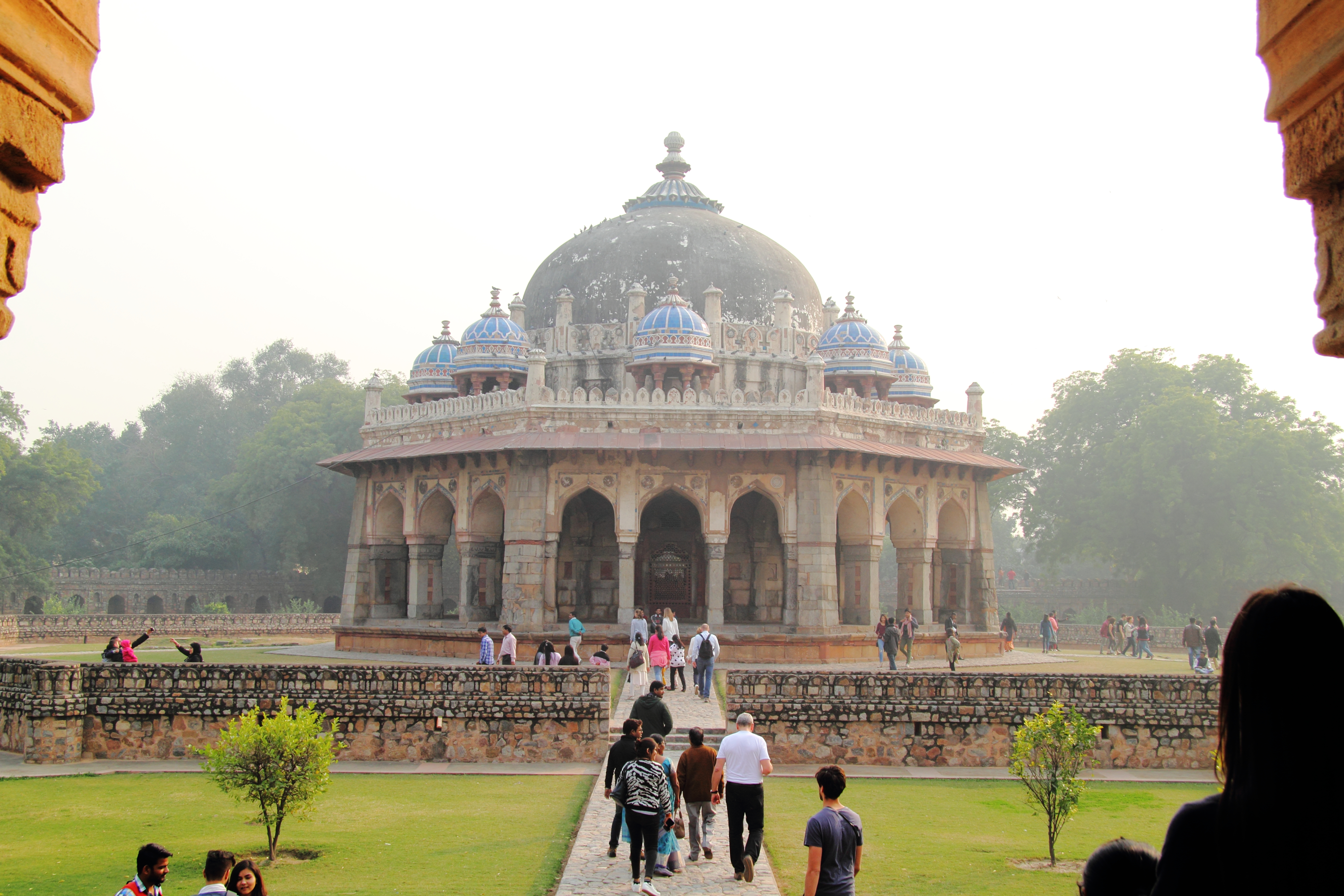
Perspektive vom Eingang in den Komplex
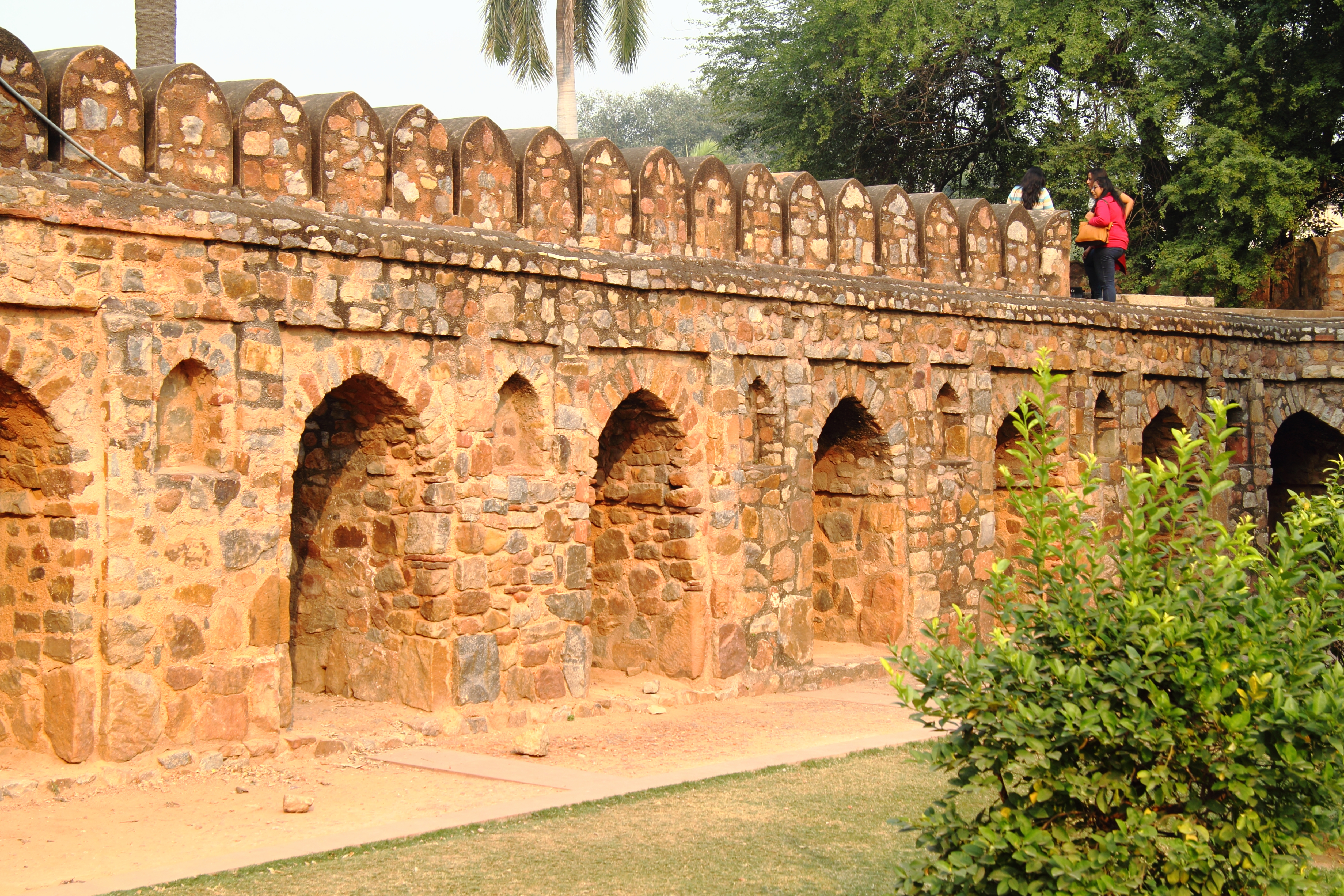
Die Mauer von innen
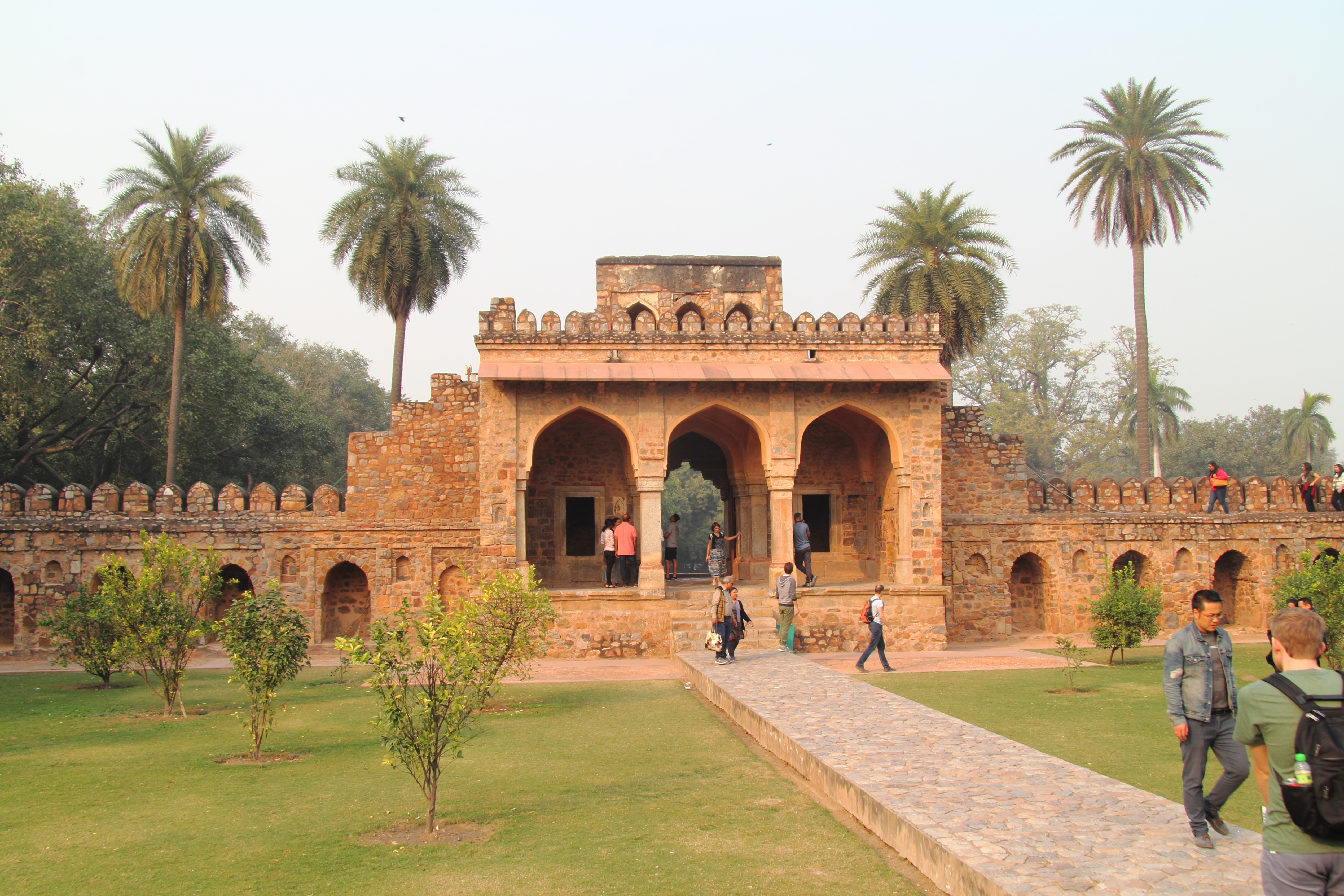
Das Eingangstor von innen
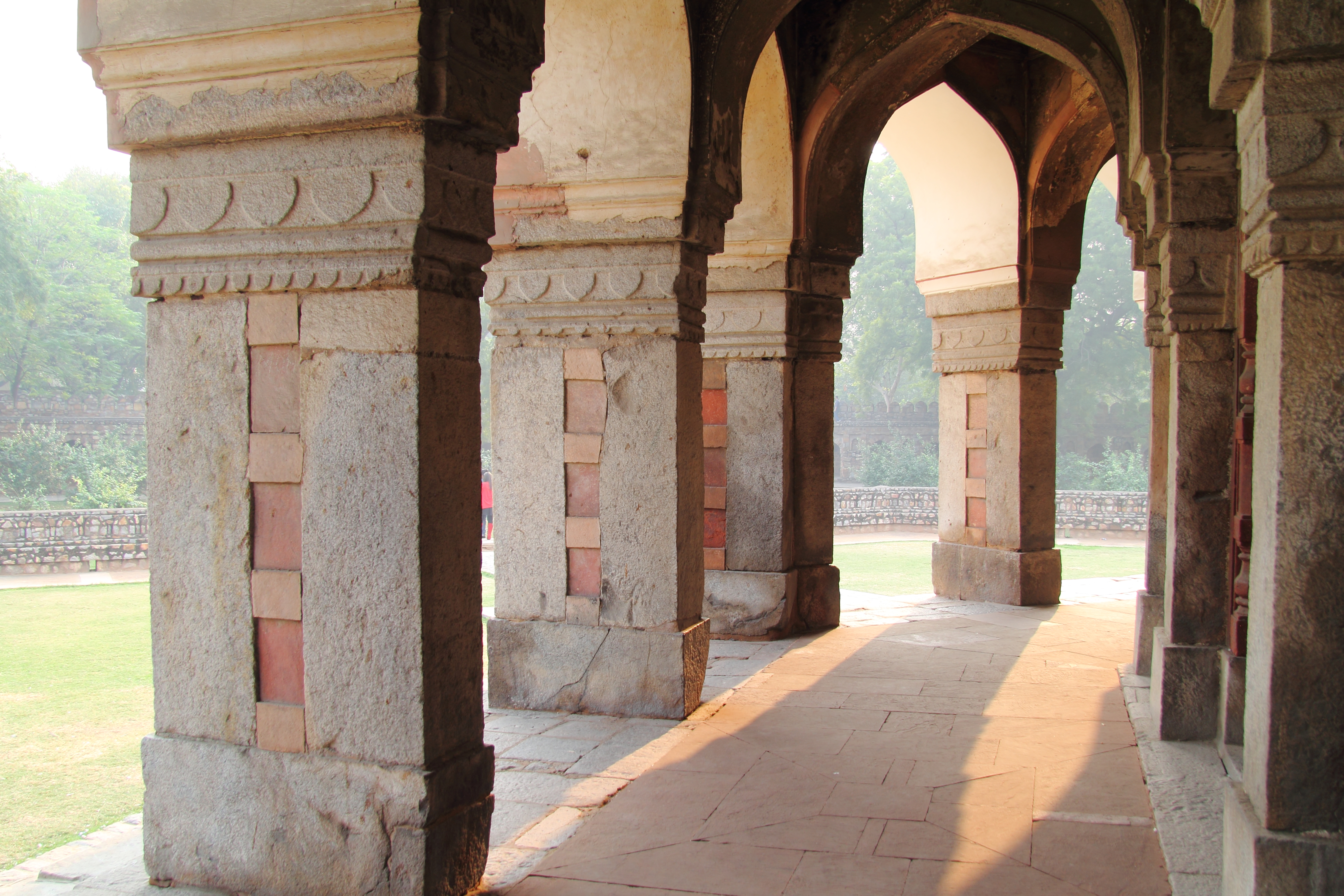
Säulengestützte Veranda
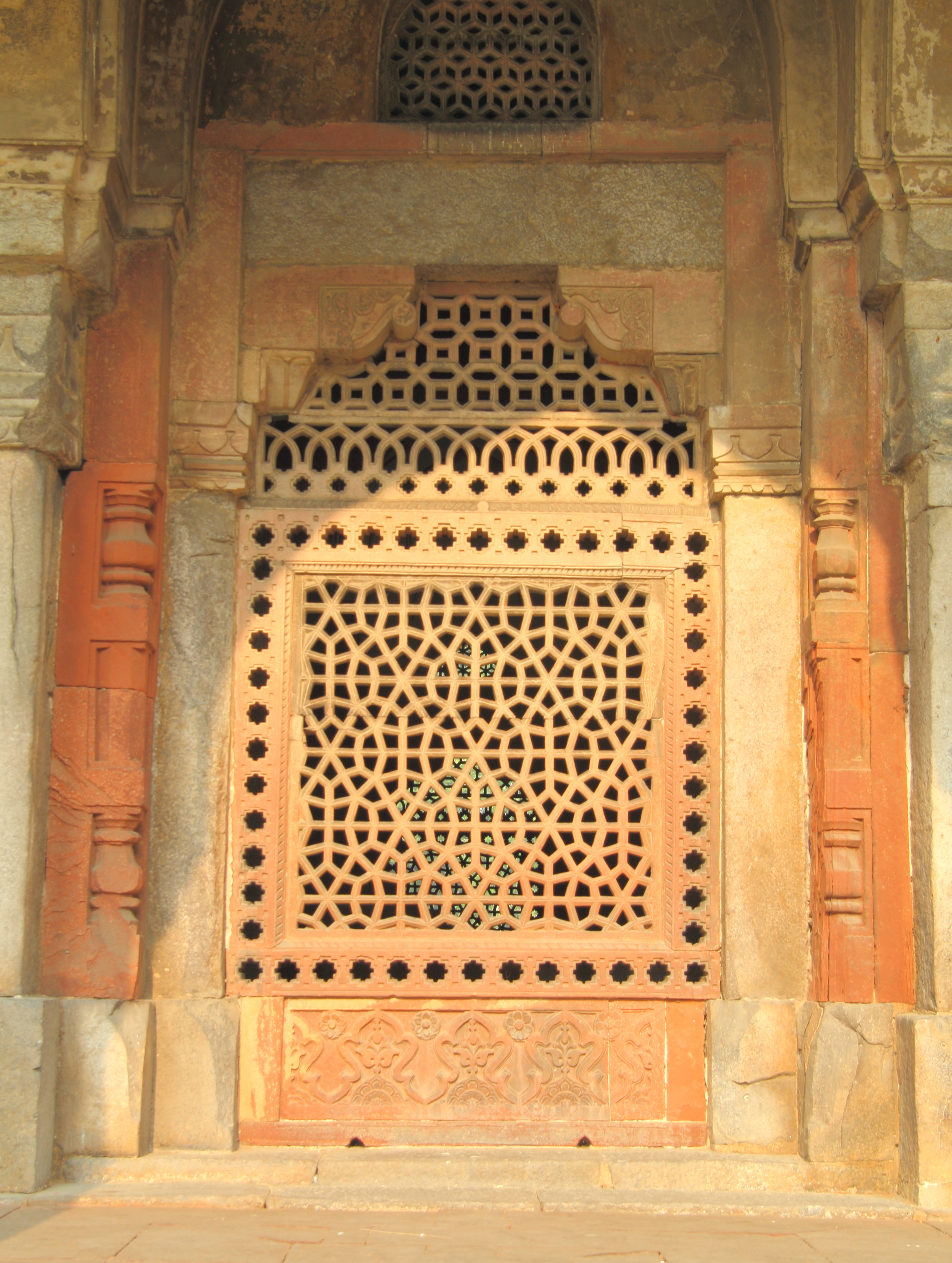
Jali-Fenster
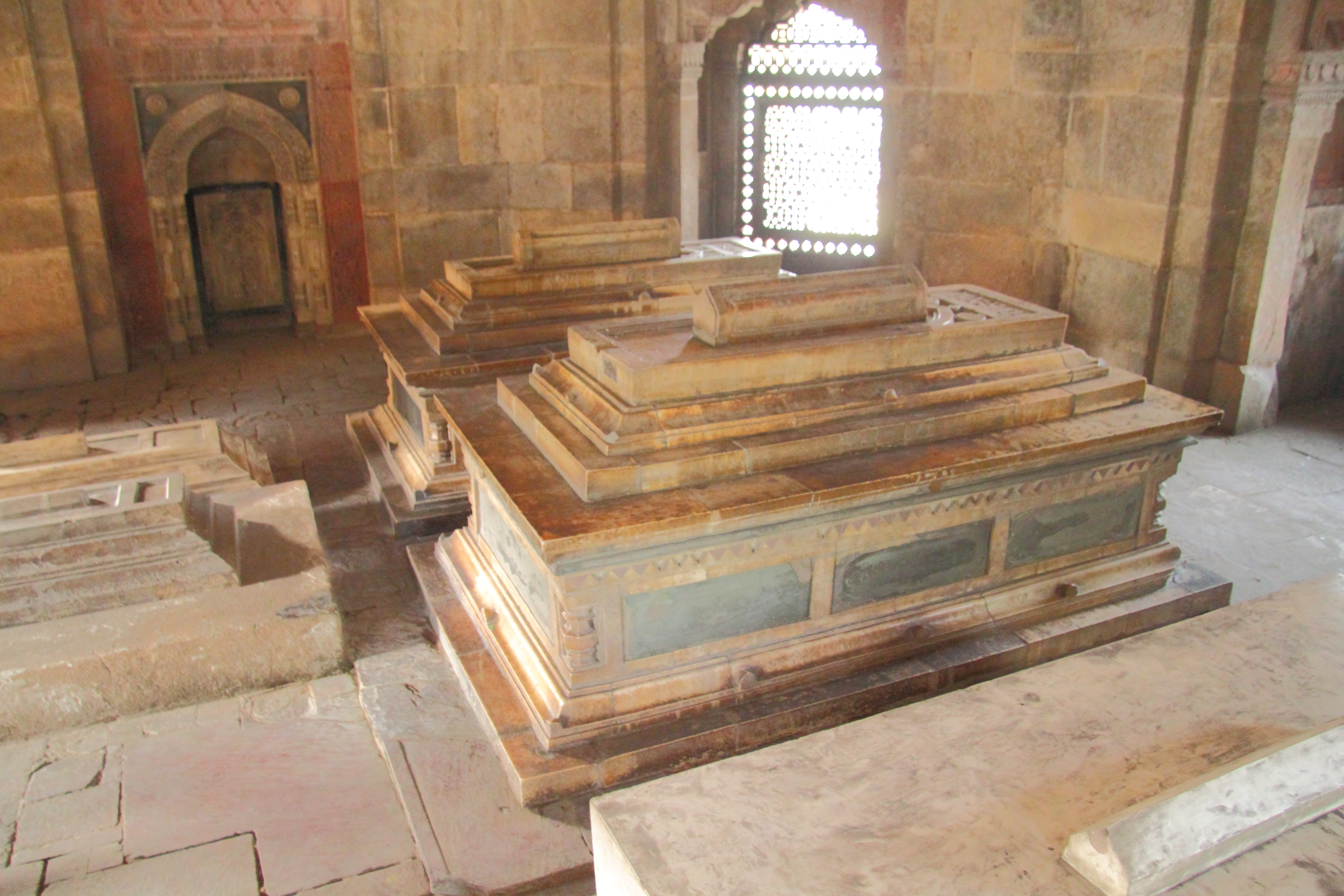
Im Inneren des Grabmals
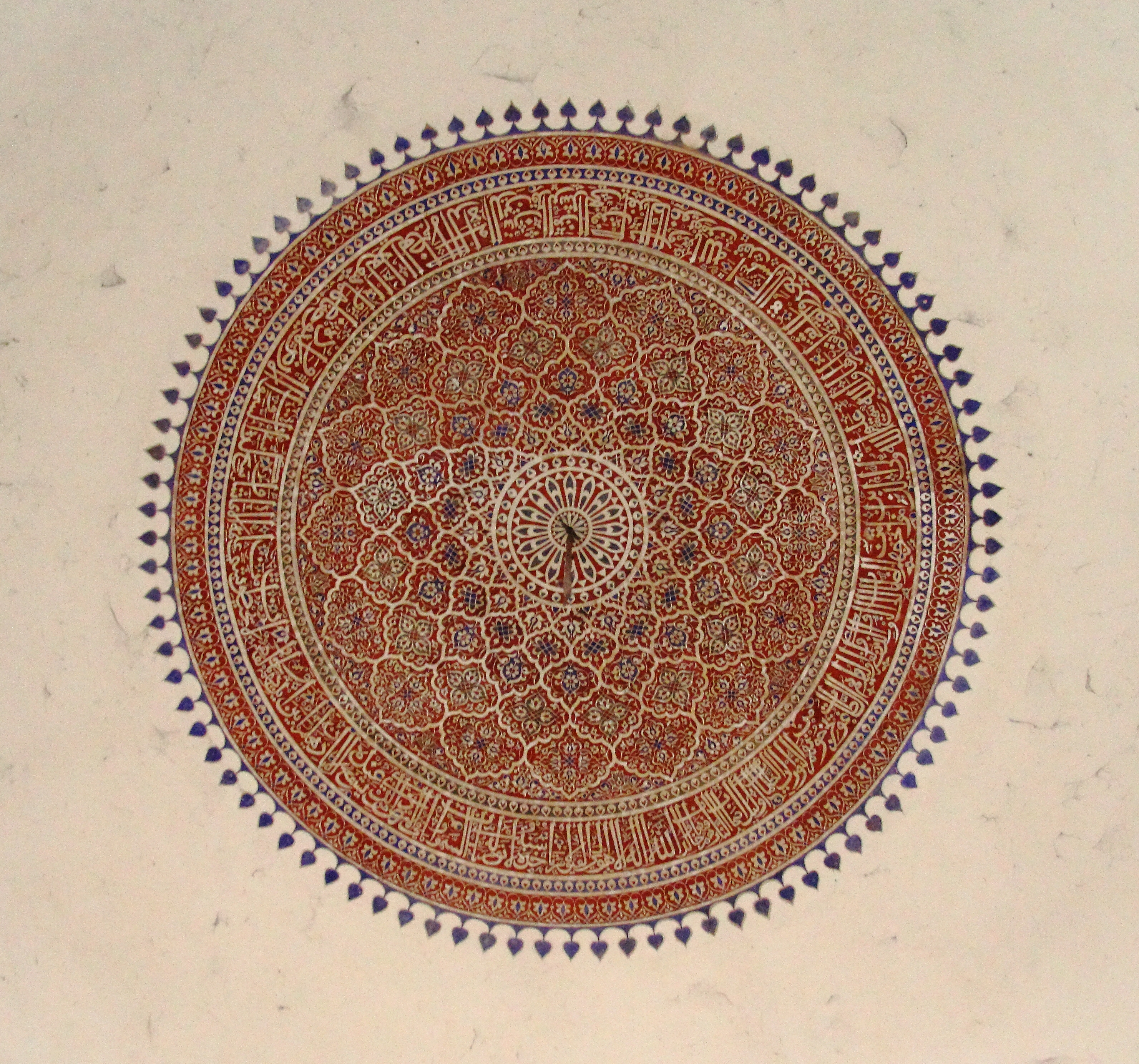
Deckenverzierung im Grabmal

## Moschee von Isa Khan

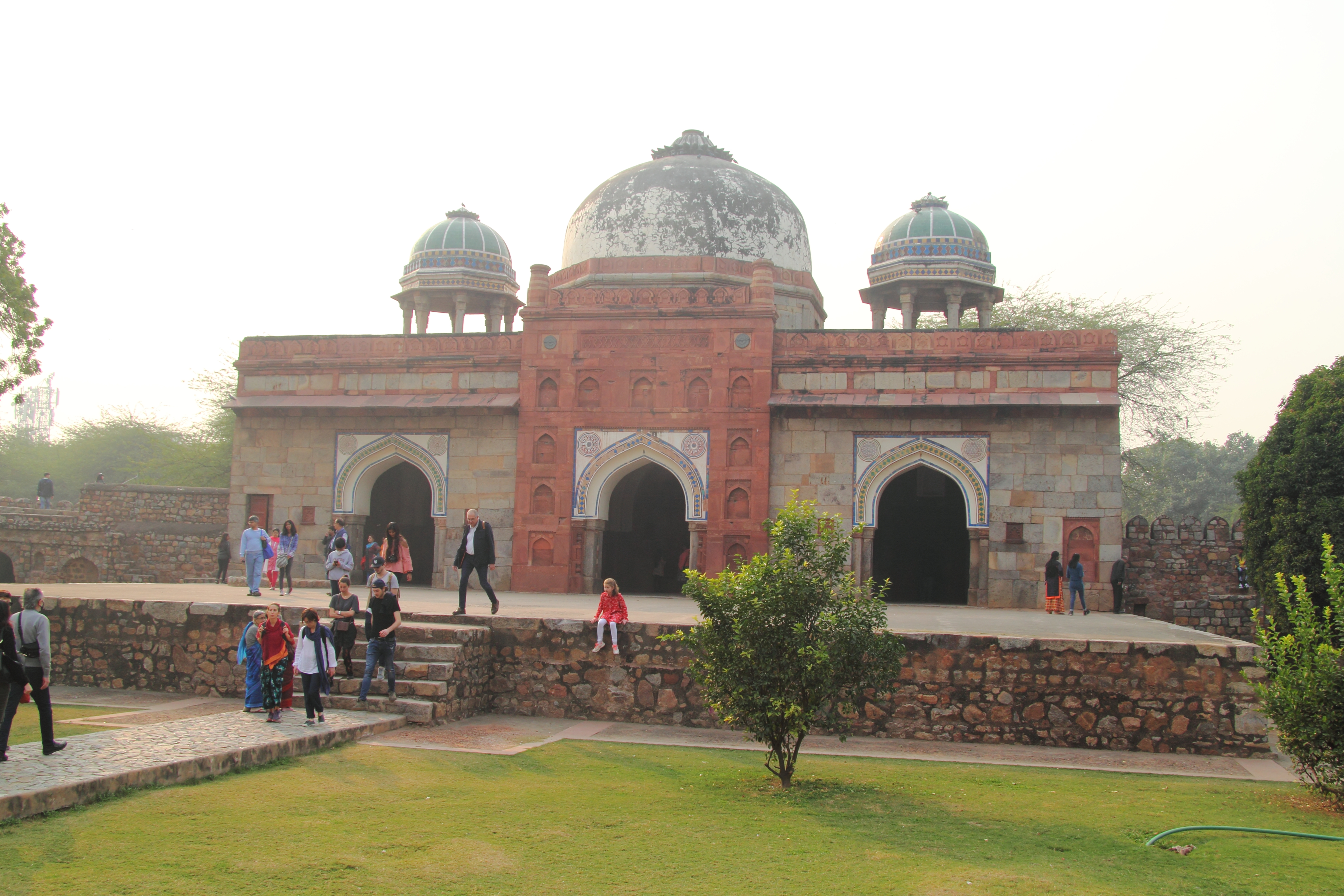
Die Moschee des Isa Khan

Am Rande des Komplexes, gegenüber dem Grab, liegt die Moschee des Isa Khan mit bedeutenden Mihrabs. Sie wurde zur gleichen Zeit wie das Grab errichtet. Viele der architektonischen Details, die in diesen Strukturen vorhanden sind (wie das Grab, das in einer ummauerten Gartenanlage untergebracht ist) sind im Grab von Humayun in einer größeren Dimension zu sehen.

## Abstammung
Isa Khan gehörte zu dem Paschtunenstamm der Niazi. Seine Nachkommen leben immer noch in der westlichen Grenzregion von Pakistan, hauptsächlich in Isa Khel im Distrikt Mianwali. Die Stadt Isa Khel wurde um 1830 von Ahmad Khan, dem Vorfahren der heutigen Khane von Isa Khel, gegründet und hat ihren Namen von Isa Khan.